# Punta Alice
Punta Alice è un promontorio della costa del mar Ionio che si protende appena a nord di Cirò Marina e chiude a ovest il golfo di Taranto. La zona è una rinomata meta turistica.

## Caratteristiche
Pare che corrisponda al sito dell'antica città di Krimisa, famosa nell'antichità per il suo santuario dedicato ad Apollo Aleo, del quale tempio sono stati individuati resti e reperti.
Caratteristica è l'acqua pulita e trasparente, di notevole profondità poiché si incrociano le correnti. Ha conquistato la ventitreesima bandiera blu nel 2023.
Non lontano dalla punta si trova il faro di Punta Alice.